# Волшебное зеркало

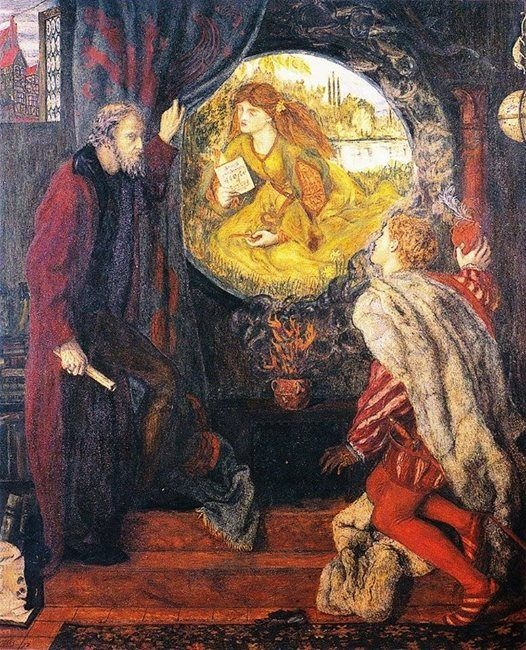
Люси Мэдокс Браун «Волшебное зеркало» (ок. 1880 г.)

Волше́бное зе́ркало — зеркало, в котором, согласно древнему восточному и весьма распространённому сказанию, можно видеть, что делается во всём мире, — как прошедшее так и будущее.
Такое свойство приписывалось зеркалу японской богини солнца Аматэрасу, волшебному кубку персидского солнечного героя Джамшида и зеркалу Диониса.
Из средневековых чернокнижников Агриппа фон-Неттесгейм (1486—1535) утверждал, что может сделать подобное зеркало из семи металлов.
В новейшее время под именем китайских и японских волшебных зеркал стали известны металлические зеркала, с помощью которых можно получать на стене отражения фигур, рельефным образом отчеканенных на задней стороне зеркала. Всё дело заключается в незаметных неровностях, которые образуются на полированной поверхности зеркала и прямо не видны. На различно утолщённых местах, благодаря рельефу фигур, поверхность гладкой стороны зеркала от неодинаковых частичных натяжений по-разному изменяется, но настолько мало, что только при известном освещении отражение света делает их видимыми.